# Chuvisco
O chuvisco, também conhecido como garoa em partes do Brasil, é um tipo de precipitação que se caracteriza por ter um tamanho de gota de água pequeno (geralmente menor que 0,5 mm de diâmetro), dando a impressão de que as gotas flutuam no ar em vez de caírem. O chuvisco origina-se de nuvens relativamente baixas e de pouco desenvolvimento vertical, como as nuvens estratiformes.
Ainda que sua intensidade seja geralmente menor que a da chuva, o chuvisco pode ser intenso o suficiente para produzir acumulações de até 1 milímetro por hora.